# Dauerschatten
Dauerschatten ist ein Begriff aus dem kantonalen Baurecht der Schweiz. 

## Begriff
Als Dauerschatten gilt diejenige permanente Beschattung, welche von einem Grundstück auf ein Nachbargrundstück ununterbrochen einwirkt. Der Schattenwurf, etwa durch Hochhäuser oder Pflanzenbewuchs darf die Nachbarschaft nicht wesentlich beeinträchtigen. Keine wesentliche Beeinträchtigung liegt vor, wenn der auf die umliegenden Wohnbauten und zu Wohnzwecken bebaubaren Bereiche der benachbarten Parzellen fallende Dauerschatten an einem mittleren Wintertag nicht mehr als zwei Stunden und an einem mittleren Sommertag nicht mehr als drei Stunden beträgt.
Lichtentzug und Schattenwurf können als sog. negative Immissionen nachbarrechtliche Unterlassungs- und Beseitigungsansprüche gem. Art. 684 ff. ZGB zur Folge haben.

## Ermittlung bei Bauwerken
Im öffentlichen Baurecht der Schweiz wird die erforderliche Abstandsfläche zwischen Gebäuden meistens durch Normabstände bestimmt. Für höhere Bauwerke kann auch der Dauerschatten errechnet werden. Ein Neubau ist dann zulässig, wenn sein Dauerschatten kein benachbartes Haus berührt. Die Konstruktion des Dauerschattens ist – im Gegensatz zur Konstruktion des Normabstandes – sehr aufwendig. In einigen Gemeinden der Schweiz wird der Dauerschatten wie folgt konstruiert:
2-stündiger Dauerschatten am mittleren Wintertag: Für den Neubau wird der Schattenwurf am mittleren Wintertag (8. Februar und 3. November) von 08h bis 16h der wahren Ortszeit konstruiert. Der Dauerschatten umfasst jene Teile des Geländes, die länger als 2 Stunden im Schatten liegen.
3-stündiger Dauerschatten am mittleren Sommertag: Für den Neubau wird der Schattenwurf am mittleren Sommertag (1. Mai und 12. August) von 06h bis 18h der wahren Ortszeit konstruiert. Der Dauerschatten umfasst jene Teile des Geländes, die länger als 3 Stunden im Schatten liegen.
Eine Baubewilligung darf nur erteilt werden, wenn weder der Dauerschatten am mittleren Wintertag noch der Dauerschatten am mittleren Sommertag die benachbarten Häuser berührt. Gegebenenfalls kann der beeinträchtigte Nachbarn gegen die Baubewilligung eine Beschwerde und anschließend verwaltungsgerichtliche Klage erheben.